# NK Vidovčan Donji Vidovec
NK Vidovčan je nogometni klub iz Donjeg Vidovca. 
Trenutačno se natječe u 2. ŽNL Međimurskoj.